# Jane Jiang
Pour les articles homonymes, voir Jiang.
Xiangqian "Jane" Jiang (chinois simplifié : 蒋向前 ; pinyin : Jiǎng Xiàngqián) (née en 1955) est une ingénieure chinoise, professeure de métrologie de précision à l'Université des sciences et technologies de Huazhong (en) (HUST) et à l'Université de Huddersfield. Elle est directrice de l'EPSRC (en) Future Advanced Metrology HUB et titulaire de la Chaire Renishaw en métrologie de précision de la Royal Academy of Engineering.

## Éducation
La révolution culturelle du président Mao a chassé la famille de Jiang de leur maison à Shanghai. En 1970, elle a commencé sa carrière en tant qu'apprentie sur une ligne de production de bus en Chine. Là, elle a réussi à devenir technicienne et ingénieure qualifiée.
Elle a fréquenté l'Université des sciences et technologies de Huazhong (en) (HUST), où elle a obtenu une maîtrise en 1992. Son travail antérieur a été transformé en une série de conférences pour le Collège polytechnique de Changzhou. Elle a obtenu son doctorat "Théorie et méthode de mesure de la topographie de surface courbe" de HUST en 1995.
En 1999, elle a remporté le prix de la meilleure thèse de doctorat de la décennie en Chine. La même année, le ministère de l'Éducation lui a décerné une prestigieuse chaire de professeur de Changjiang, qui a été suivie du prix du jeune scientifique exceptionnel du Conseil de la Fondation nationale des sciences naturelles de Chine.

## Carrière
Les recherches de Jiang se concentrent sur le développement de modèles mathématiques pour la métrologie ainsi que sur de nouvelles optiques pour créer des capteurs et du matériel. En 1994, elle rejoint la City University de Londres, en collaboration avec le professeur Ken Grattan. Elle a rejoint l'Université de Birmingham, travaillant avec le professeur Kenneth Stout. Le groupe a déménagé à l'Université de Huddersfield en 1997, où le Center for Precision Technologies a été fondé. Elle est devenue professeure et chef du groupe de métrologie des surfaces en 2003. En 2006, elle a été invitée à rencontrer la reine Élisabeth II lors d'une célébration de personnes qui avaient apporté une contribution significative à la vie nationale cette année-là. Cette année-là, elle a été nommée chercheuse principale de la Royal Society.
En 2011, elle a animé un atelier d'ingénierie ultra-précision de deux jours à la Royal Society. Elle est devenue directrice du Centre national EPSRC (en) pour la fabrication innovante en métrologie avancée. Elle a été nommée à la Chaire Renishaw (en) en métrologie de précision de la Royal Academy of Engineering. Le poste de cinq ans implique des recherches inspirées par les exigences de l'industrie, en se concentrant sur la mesure et la vérification des éléments dans le processus de production.
Elle a pris la parole à l'ESOF (en) 2016, avec une conférence intitulée Will 2D Materials Change the World?. Elle a obtenu plus de 13 millions de livres sterling de fonds de recherche. Elle est membre de la Royal Academy of Engineering. En 2017, elle est devenue présidente du pôle EPSRC Future Advanced Metrology de 30 millions de livres sterling, qui intégrera la métrologie et l'informatique dans la chaîne de valeur de fabrication,,. Elle est ingénieure agréée (en). Elle est membre de l'Institution of Engineering and Technology (en).
Elle est membre de la Royal Society of Arts and Liveryman avec la Worshipful Company of Scientific Instrument Makers (en). Elle siège au comité de rédaction de Nature Light: Science & Applications. Elle a été nommée Dame dans les honneurs d'anniversaire 2017 (en).

## Prix et distinctions
- 2006 - Prix du mérite de la recherche Wolfson de la Royal Society[17].

- 2006 - Prix Lloyds TSB pour femme asiatique exceptionnelle[18].

- 2009 - Fellow du Collège International pour la Recherche en Productique [1].

- 2010 - Chine - L'un des meilleurs spécialistes des talents en science [6].

- 2012 - Membre de la Royal Academy of Engineering[3].

- 2013 - Worshipful Company of Scientific Instrument Makers (en) fait d'elle une Freeman of the City of London (en).

- 2014 - Médaille Sir Harold Hartley (en)[19].

- 2014 - Prix de l'innovation IET 2014 - Technologie de fabrication[20].

- 2017 - Dame Commandeur de l'Ordre de l'Empire britannique[21].